# Hamazasp IV. Mamikonjan
Hamazasp IV. Mamikonjan (armensko Համազասպ Դ Մամիկոնյան, romanizirano Hamazasp IV. Mamikonjan) je bil v letih 655–661 predsedujoči knez Armenije, ki je bila takrat  pod arabsko oblastjo. Po bizantinski invaziji na Armenijo leta 657/658 je prestopil na bizantinsko stran.  

## Zgodovina
Hamazasp Mamikonjan je postal predsedujoči knez Armenije leta 655, potem ko so Arabci iz  Rašidunskega kalifata okupirali Armenijo in izgnali bizantinskega cesarja Konstansa II. Hamazasp je nasledil Teodorja Rštunija, vodjo frakcije, naklonjene Arabcem, in poveljnika konjenice Mušega IV. Mamikonjana, naklonjenega Bizantincem. Sodobni armenski zgodovinar Sebeos ga opisuje kot "odličnega človeka z vseh vidikov, dobrega družinskega očeta in ljubitelja branja in učenja".
Hamazasp je prihajal iz zahodnega dela Armenije, ki je bil dolgo pod bizantinsko oblastjo, in je kljub svojemu imenovanju s strani Arabcev ohranil svoje vezi z Bizantinci. Ko so se Bizantinci leta 657 vrnili v Armenijo, je ob izbruhu državljanske vojne v arabskem kalifatu takoj prestopil na bizantinsko stran. Arabci so se na njegovo izdajo odzvali z usmrtitvijo večine armenskih plemičev, ki so jih imeli v ujetništvu.
Bizantinci so Hamazaspu prepustili oblast nad Armenijo in mu podelili naziv kuropalat. Arabci so se vrnili leta 661. Hamazaspova usoda po njihovem prihodu ni znana. Nasledil ga je njegov brat Grigor I. Mamikonjan.

## Vira
- Grousset, René (1973). Histoire de l'Arménie, des origines à 1071 (v French). Paris: Payot.{{navedi knjigo}}:  Vzdrževanje CS1: neprepoznan jezik (povezava)
- Laurent, Joseph L. (1919). L'Arménie entre Byzance et l'Islam: depuis la conquête arabe jusqu'en 886 (v French). Paris: De Boccard.{{navedi knjigo}}:  Vzdrževanje CS1: neprepoznan jezik (povezava)

| Hamazasp IV. Mamikonjan Rojen: 7. stoletje Umrl: 7. stoletje |                                |                      |
| Vladarski nazivi                                             |                                |                      |
| Predhodnik: Teodor Rštuni                                    | Knez knezov Arminije 655 - 661 | Naslednik: Grigor I. |